# Ersatz
Ersatz är ett svenskt allmänutgivande bokförlag. Det grundades 1994 av Anna Bengtsson och Ola Wallin, till dags dato förlagets enda medarbetare, och har sitt huvudkontor i Stockholm. Förlaget ger främst ut översatt litteratur från framför allt ryska och tyska, men även från andra språk, och svenska originalproduktioner intar en allt större plats i utgivningen. Ersatz ingår i De oberoende och är medlem av Svenska Förläggareföreningen.
Till förlaget hör även imprintet Coltso, som ger ut genrelitteratur från företrädesvis Sverige och Ryssland, men även bland annat Polen och Tyskland.

## Utgivna författare
- Svetlana Aleksijevitj
- Arkadij Babtjenko
- Friedemann Bedürftig
- Peter Bergting
- Klaus Böhme
- Hélène Carrère d’Encausse
- David Cesarini
- Daniil Charms
- Stina Engelbrecht
- Claes Ericson
- Ruben Gallego
- Vladimir Gelfand
- Friedrich Glauser
- Dmitrij Gluchovskij
- Erik Granström
- Dan Gustavsson
- Friedrich Hölderlin
- Elfriede Jelinek
- Julia Juzik
- Elin Jönsson
- Vladimir Kaminer
- Christian Kracht
- Göran Lager
- Else Lasker-Schüler
- Boris Pasternak
- Nick Perumov
- Harold Pinter
- Andrej Platonov
- Petra Procházková
- Rainer Maria Rilke
- Tom Sandqvist
- Walter Serner
- Varlam Sjalamov
- Marina Tarkovskaja
- Jáchym Topol
- Marina Tsvetajeva

## Priser och utmärkelser
- 2017 tilldelades förläggarna och översättarna Anna Bengtsson och Ola Wallin Stiftelsen Natur & Kulturs översättarpris[2] av Svenska Akademien.
- 2018 tilldelades de två Elsa Swenson-stipendiet för att de med hjälp av sitt förlag Ersatz försett de svenska läsarna med intressant östeuropeisk, och framförallt rysk, litteratur i svensk översättning.[3][4]
- 2020 tilldelades Ersatz Baltic Star Award för ”främjande av kulturutbytet i Östersjöområdet”.[a][5]